# シェイキン・スティーブンス
シェイキン・スティーブンス（Shakin' Stevens、1948年3月4日 - ）はイギリスのロックンロール歌手。ウェールズのカーディフ出身。
1980年代のイギリスで最もシングルが売れたアーティストである。1960年代後半から音楽活動を続けていたものの、商業的に成功したのは1980年代に入ってからであった。ヒット曲の多くは1950年代のロックンロールやロカビリー、ドゥーワップなどを思わせる所謂オールディーズスタイルの楽曲である。